# Karoline von Woltmann
Karoline von Woltmann, född Stosch 6 mars 1782 i Berlin, död där 18 november 1847, var en tysk författare. Hon skrev även under pseudonymen Luise Berg.
Hon var 1799–1804 gift med författaren och krigsrådet Karl Müchler och från 1805 med Karl Ludwig von Woltmann. Hon utgav åtskilliga romaner och samlingar av böhmiska folksagor. Dessutom utgav hon sin andre mans  samlade arbeten och ett litteraturhistoriskt värdefullt urval av familjens korrespondens med bland andra Johann Wolfgang von Goethe.